# Hermann Baumann (luchador)
Hermann Baumann (Suiza, 23 de enero de 1921) es un deportista suizo retirado especialista en lucha libre olímpica donde llegó a ser medallista de bronce olímpico en Londres 1948.

## Carrera deportiva
En los Juegos Olímpicos de 1948 celebrados en Londres ganó la medalla de bronce en lucha libre olímpica estilo peso ligero, tras el turco Celal Atik (oro) y el sueco Gösta Frändfors (plata).